# 1698 Christophe
1698 Christophe eller 1934 CS är en asteroid i huvudbältet som upptäcktes 10 februari 1934 av den belgiske astronomen Eugène Joseph Delporte i Uccle. Det har fått sitt namn efter en släkting till Georges Roland.
Asteroiden har en diameter på ungefär 26 kilometer och den tillhör asteroidgruppen Themis.